# Clorinda

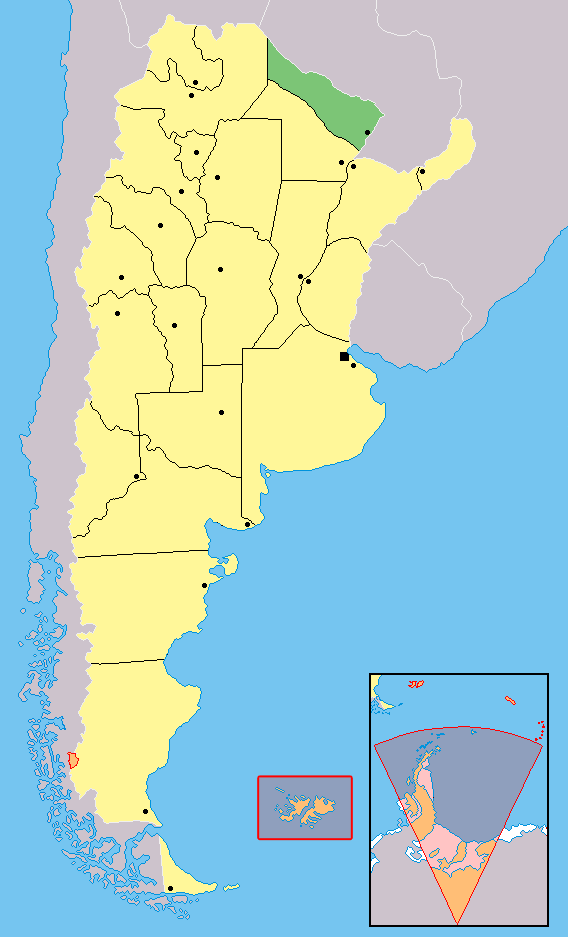
Vista de la ubicación de la provincia de Formosa en el mapa de la República Argentina.

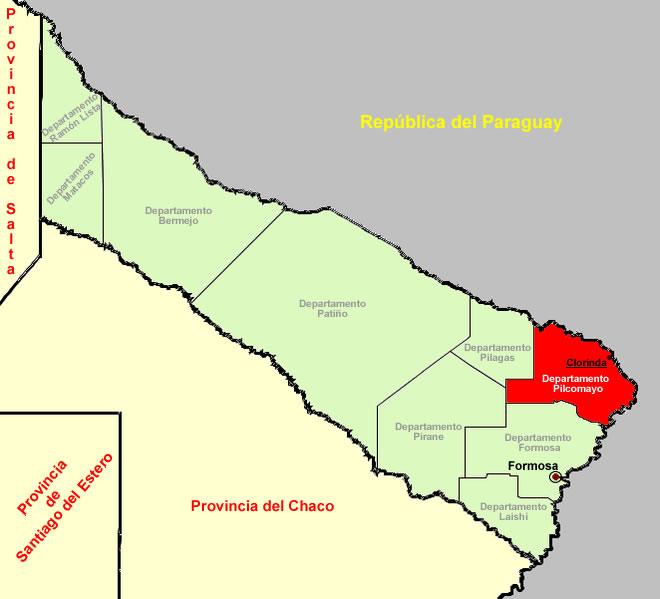
Clorinda na província de Formosa.

Clorinda é uma cidade argentina localizada no extremo leste da província de Formosa. A cidade faz fronteira com o Paraguai, formando uma conurbação internacional com a capital paraguaia Assunção. Cabe ressaltar o intenso trânsito de paraguaios para a Argentina que torna a aduana local muito congestionada.

## Origem
O assentamento fronteiriço atualmente chamado de cidade de Clorinda tem sua fundação oficial em 1899, quando foi reconhecida a localidade como parte do território nacional. No então, Clorinda nasceu muito antes disso, com outros nomes, e em sua história conjugam-se muitos relatos anônimos.

## Geografia
Clorinda é a segunda cidade em importância da província de Formosa.
Encontra-se à margem direita do rio Pilcomayo e a 10 km do rio Paraguai
A cidade de Clorinda localiza-se a 4 km da fronteira com o Paraguai e a 115 km da capital provincial.

## Economia

### Sistema bancário
O sistema bancário de Clorinda é formado por:
- Banco de la Nación Argentina
- Banco de Formosa

### Saúde
- Clínica Argentina
- Clínica San Martín
- Clínica del Niño
- Hospital Provincial de Clorinda
- Sanatorio Clorinda

## Observatório Astronômico Nova Persei
Do ano de 2002 até fins de 2004, funcionou Clorinda o Observatório Astronômico Nova Persei, onde se realizaram, além de observações públicas, observações das estrelas variáveis KxOri, NuOri e V359Ori.